# Awa Ehoura
Awa Ehoura Tabitha, morte le 5 juillet 2023 est une journaliste et animatrice de la télévision ivoirienne. 
Jadis présentatrice du journal télévisé de 13 heures et 20 heures sur La Première, elle a été remerciée en juin 2011, deux mois après la chute du président Laurent Gbagbo. 

## Biographie
Awa Ehoura commence dans le monde de l'audiovisuel à TV2 au début des années 1990 grâce à Serge Pacôme Aoulou (SPA). Talentueuse, elle évolue et devient directrice de La Première et Conseillère spéciale chargée de la Communication du chef de l’État, Laurent Gbagbo.
Après un congé maternité et la difficile naissance de son enfant, le diabète la ronge. C'est dans ce contexte difficile, sans oublier le début de la crise politico-militaire de Côte d'Ivoire, qu'elle est licenciée de toutes ses fonctions. Elle retrouve progressivement des contrats à durée déterminés avec TV2 : elle anime des magazines d’informations, présente le journal et collabore parfois au service sport. Au plus fort de la crise post-électorale ivoirienne de 2010-2011, Awa Ehoura est l'animatrice de l'émission Raison d’État.

### Gel et dégel d'avoirs
Comme les partisans du président Laurent Gbagbo, Awa Ehoura va subir le gel de ses avoirs dès l’accession au pouvoir du président  Alassane Ouattara, désigné vainqueur des élections présidentielles ivoiriennes de 2010 par le représentant de l'ONU et reconnu comme tel par la communauté internationale. Appauvrie et malade, Awa Ehoura a même été donnée pour morte par certains médias. Son cas attire finalement l'attention et une chaîne de solidarité se met en place pour lui venir en aide. Également venue à son secours, l'organisation humanitaire Reporters Sans Frontières lui a octroyé une « bourse d'assistance » de 550 euros. 
Les autorités ivoiriennes autorisent finalement le dégel de ses avoirs. Mais cette décision qui aurait pu être salutaire pour elle, intervient tardivement. Son compte en banque a été littéralement vidé en raison du remboursement de dettes contractées. Pis, d'autres dettes restent à rembourser.           